# Huracà Rita
Huracà Rita va ser el quart huracà de l'Atlàntic més intens mai registrat i el cicló tropical més intens mai observat en el Golf de Mèxic. Rita causà un total de $11.200 milions (2009 USD) en danys a les costes del Costa del Golf dels Estats Units durant el setembre de 2005. Rita va ser la setena tempesta anomenada, el desè huracà, el cinquè gran huracà, i el tercer huracà de Categoria 5 de la històrica temporada d'huracans de l'Atlàntic del 2005.